# سيزار بيريز
سيزار بيريز (بالإسبانية: César Pérez) هو منافس ألعاب قوى إسباني، ولد في 7 أبريل 1975.

## وصلات خارجية
- سيزار بيريز على موقع الاتحاد الدولي لألعاب القوى (الإنجليزية)